# ستيوارت وليامز
ستيوارت وليامز (بالإنجليزية: Stuart Williams)‏ (مواليد 9 يوليو 1930) هو لاعب كرة قدم. يلعب مع منتخب ويلز لكرة القدم. سبق له أن لعب في كأس العالم لكرة القدم مع منتخب بلاده.

## مسيرته الكروية
لعب ستيوارت وليامز خلال مسيرته الاحترافية مع 3 أندية في عشرون موسمًا وسجل خلالها 9 أهداف ضمن 382 مباراة. حيث فاز في موسم واحد بالكأس ولم يفز بأي دوري.
خاض ستيوارت وليامز مسيرته مع نادي ريكسهام في موسم 1947–48 واستمر معه طيلة ثلاثة مواسم، مشاركًا في 6 مباريات ولم يسجل أي هدف. ثم انتقل إلى نادي وست بروميتش ألبيون في موسم 1950–51 ليلعب معه ثلاثة عشر موسمًا، حيث شارك في 226 مباراة سجل خلالها 6 أهداف. لينتقل بعدها إلى نادي ساوثهامبتون في موسم 1962–63 ليلعب معه أربعة مواسم، مشاركًا في 150 مباراة سجل خلالها 3 أهداف.

## روابط خارجية
- ستيوارت وليامز على موقع قاعدة بيانات كرة القدم.إي يو (الإنجليزية)
- ستيوارت وليامز على موقع ناشيونال فوتبول تيمز (الإنجليزية)
- ستيوارت وليامز على موقع عالم كرة القدم.نت (الإنجليزية)